# Muhlenbergia aurea
Muhlenbergia aurea är en gräsart som beskrevs av Jason Richard Swallen. Muhlenbergia aurea ingår i släktet muhlygräs, och familjen gräs. Inga underarter finns listade i Catalogue of Life.